# Сулятичі
Суля́тичі — село в Україні, в Стрийському районі Львівської області. Розташоване у місці впадіння річки Нічич у річку Свіча. Населення становить 593 особи. Орган місцевого самоврядування — Журавненська селищна громада.

## Історія
Згадується  4 травня  1472 року в книгах галицького суду .
У податковому реєстрі 1515 року в селі документується 1 лан (близько 25 га) оброблюваної землі.

## Освіта
В селі працює Сулятицька середня загальноосвітня школа І-ІІІ ст.

## Особистості

### Поховані
- Сисоєв Валерій Олександрович (08.04.1968 - 02.01.2016) - солдат 72 ОМБр, учасник російсько-української війни

## Політика

### Парламентські вибори, 2019
На позачергових парламентських виборах 2019 року у селі функціонувала окрема виборча дільниця № 460402, розташована у приміщенні школи.
Результати
- зареєстровано 373 виборці, явка 55,23%, найбільше голосів віддано за Всеукраїнське об'єднання «Батьківщина» — 22,33%, за «Слугу народу» — 18,45%, за «Європейську Солідарність» — 14,56%.[5] В одномандатному окрузі найбільше голосів отримав Андрій Кіт (самовисування) — 53,88%, за Андрія Гергерта (Всеукраїнське об'єднання «Свобода») і Володимира Наконечного (Слуга народу) — по 13,59%[6].